# Église Saint-Marien de Mézilles
Ne pas confondre avec l'église Saint-Martin-Lès-Saint-Marien à Auxerre.
L'église Saint-Marien est située à Mézilles, dans l'Yonne, en France.

## Historique
Elle date du 4e quart du XVe siècle, certaines parties du 1er quart du XVIe siècle.
L'édifice est inscrit au titre des monuments historiques depuis 1976.
Elle a été restaurée en 2013.

## Autres
La procession à la fontaine Saint-Marien, située au lieu-dit les Pimolles, a encore lieu de nos jours. Sa première mention connue date de 1868. La cérémonie vise à protéger le bétail de l'épizootie, et des dangers en général (loups, serpents). Elle commence par une messe à l'église, avec apposition de la clef de l'église sur les animaux ; puis à la fontaine où l'on fait boire le bétail.
Saint Marien, né à Mézilles, était disciple de saint Germain d’Auxerre (Ve s.) et moine à l’abbaye Saint-Cosme-et-Saint-Damien fondée par saint Germain à Auxerre, puis gardien des troupeaux de l’abbaye de Mézilles et de Fontenoy-en-Puisaye où il mourut en odeur de sainteté vers 470. Son corps fut ramené à Saint-Cosme-et-Saint-Damien d’Auxerre, puis, au IXe s, mis à l’abri des Normands dans la crypte de l’abbaye Saint-Germain d'Auxerre.
Il existait, début XVIIIe siècle, une chapelle ou un oratoire (sacellum) Saint-Cartauld, lui aussi protecteur du bétail (emplacement non précisé).

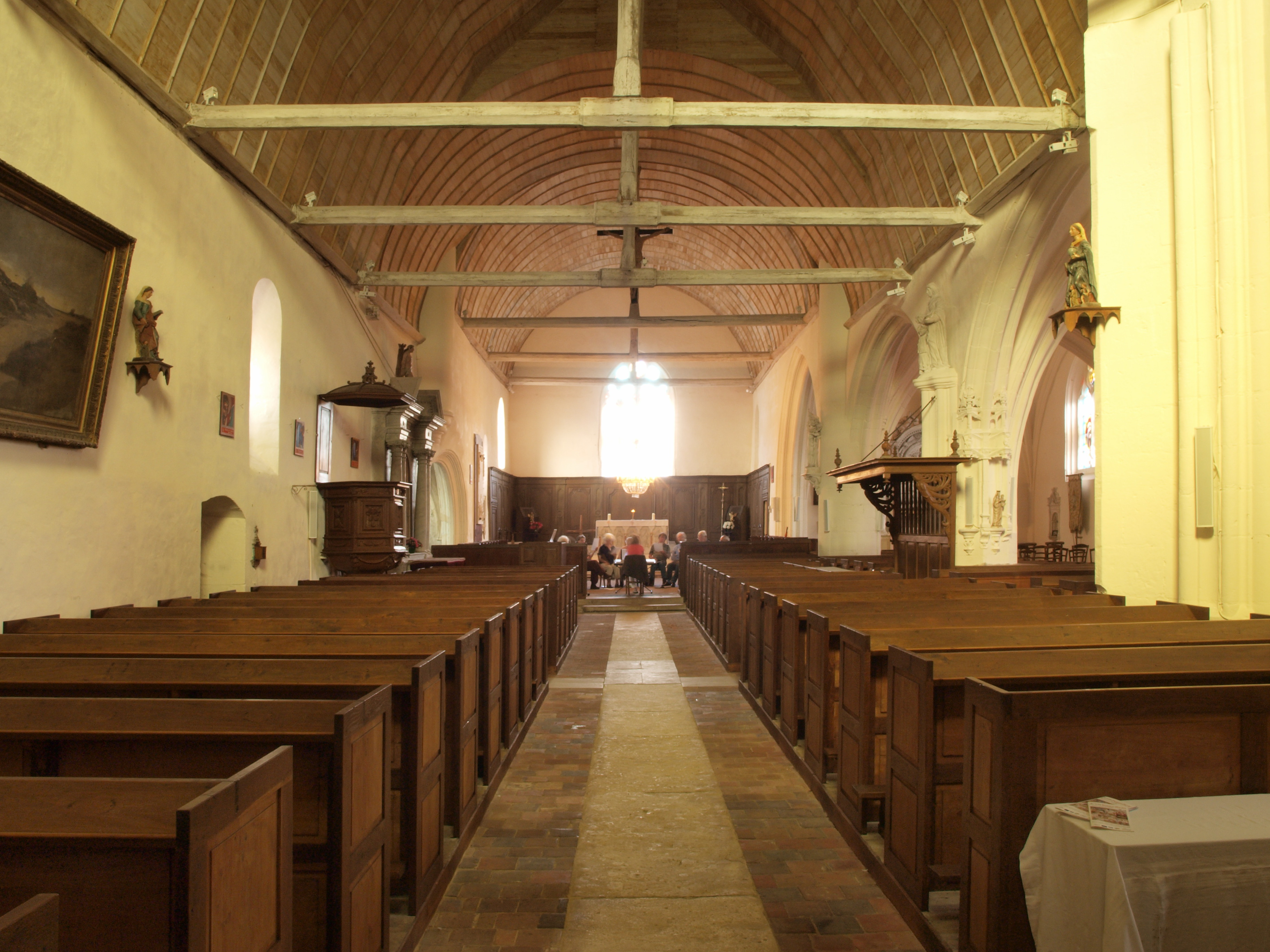
Intérieur.
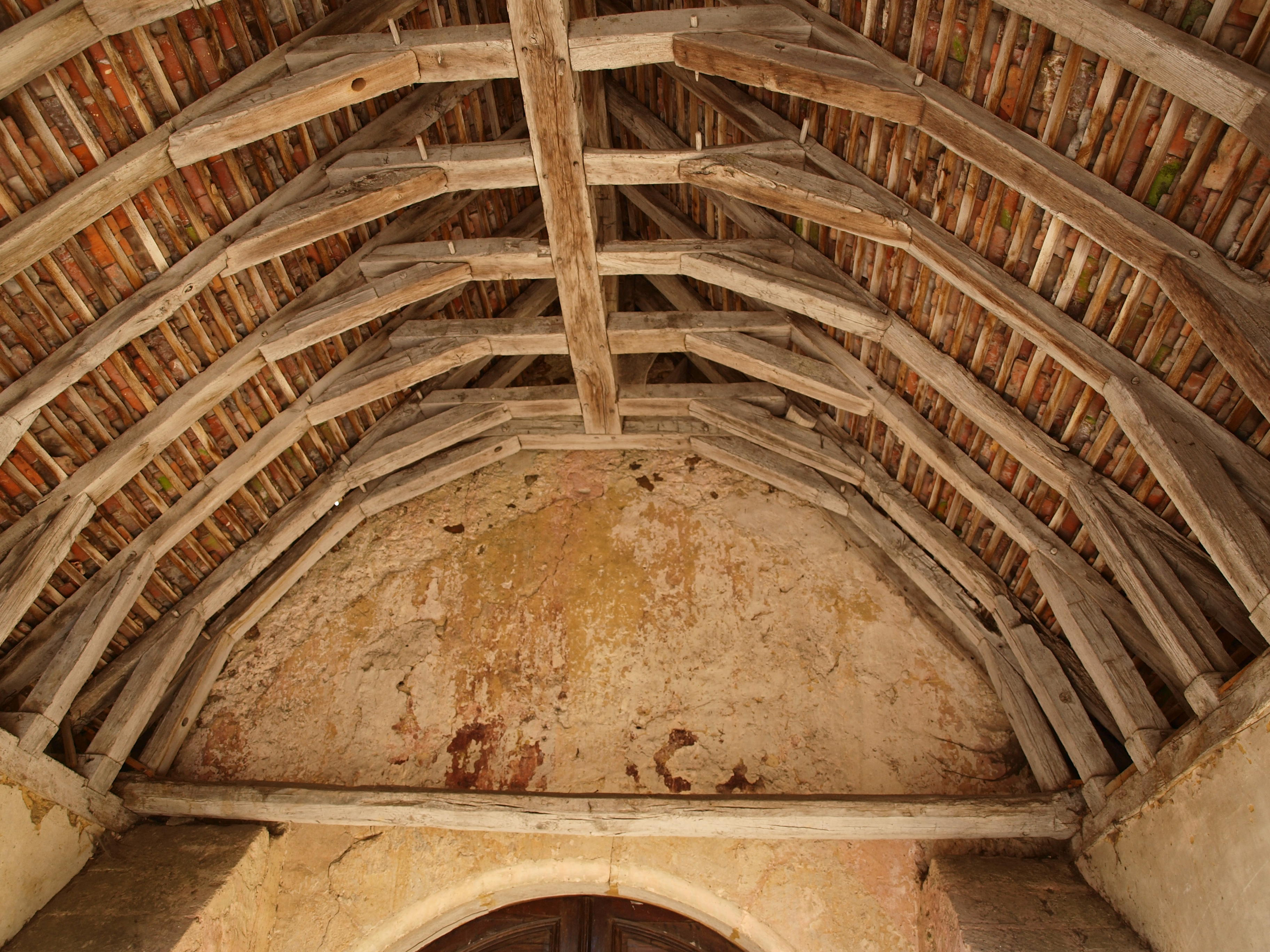
Église Saint-Marien, la voûte du narthex
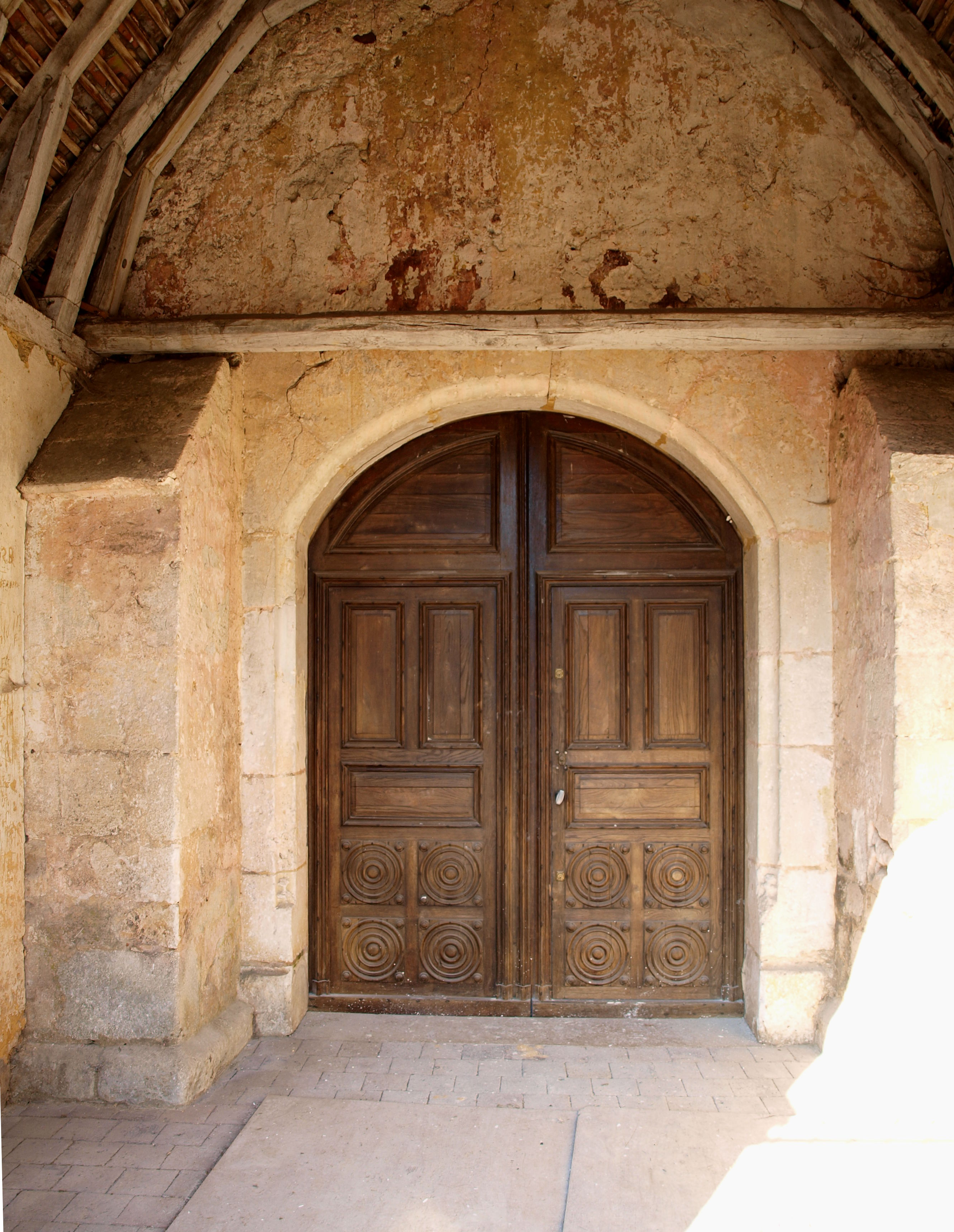
Église Saint-Marien, le porche
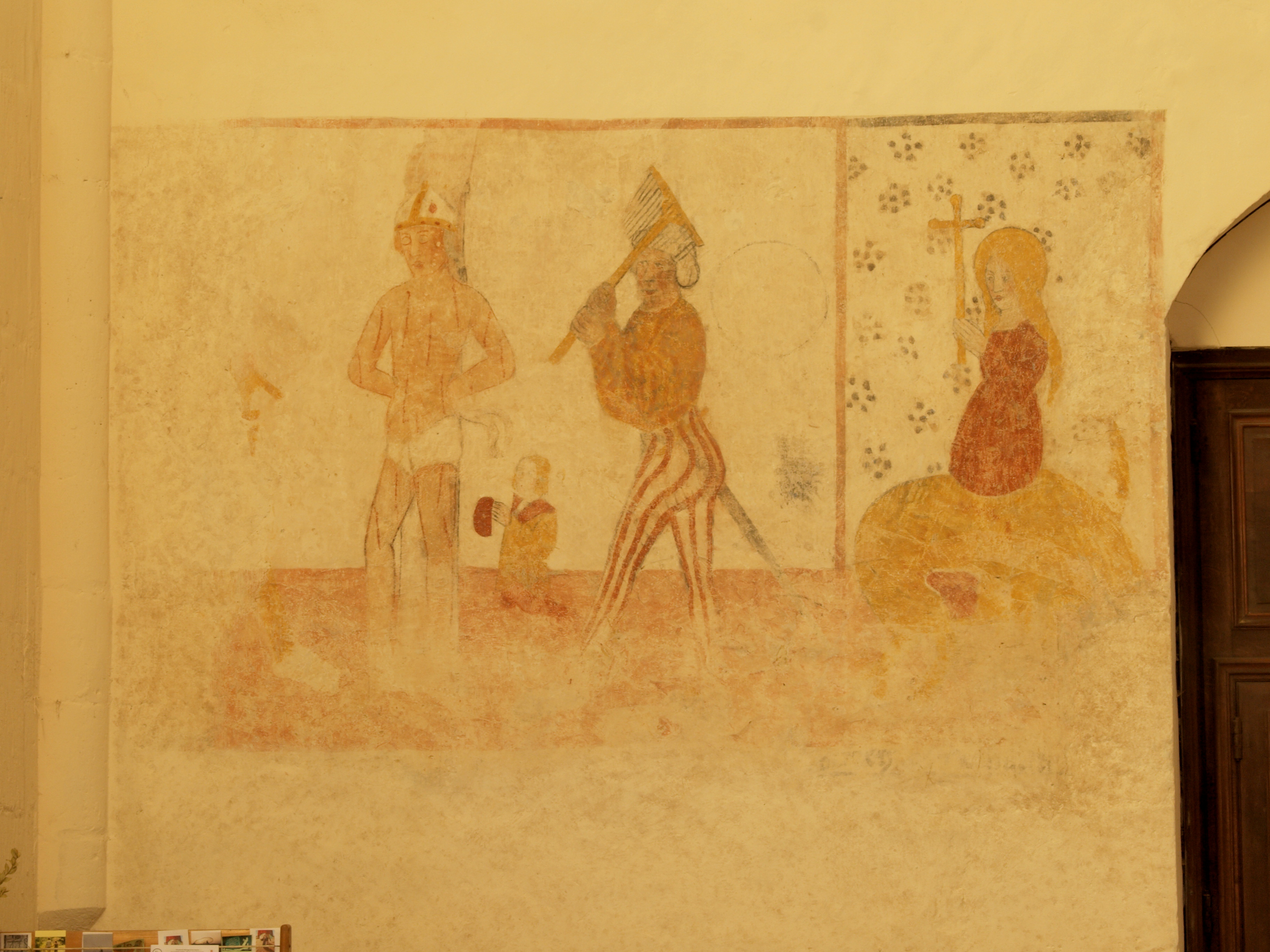
Fresque de l'église.